# هان گی چان
هان گی چان (کره‌ای: 한기찬؛ زادهٔ ۶ سپتامبر ۱۹۹۸) بازیگر اهل کره جنوبی است. وی از سال ۲۰۱۹ میلادی تاکنون مشغول فعالیت بوده است.

## فیلم‌شناسی

### مجموعه تلویزیونی
| سال       | عنوان               | نقش          | منابع |
| --------- | ------------------- | ------------ | ----- |
| ۲۰۲۱      | اگه می‌تونی پیدام کن | یو گو گیول   | [ ۱ ] |
| ۲۰۲۲      | زندگی دوباره من     | کیم یونگ ایل | [ ۲ ] |
| ۲۰۲۲–۲۰۲۳ | جزیره               | نقش مهمان    | [ ۳ ] |
| ۲۰۲۴      | جرئت کن عاشقم شی    | کیم هونگ هاک | [ ۴ ] |